# Distrito de Lipsko
El Distrito de Lipsko (en polaco: powiat lipski) es una unidad de administración territorial y gobierno local en el Voivodato de Mazovia, centro-oriente de Polonia. Se formó el 1 de enero de 1999, como resultado de las reformas del gobierno local polaco aprobadas en 1998. Su sede administrativa y única ciudad es Lipsko, que se encuentra a 127 kilómetros (79 millas) al sur de Varsovia.
El distrito cubre un área de 747,58 kilómetros cuadrados (288,6 millas cuadradas). A partir de 2019, su población total es 34 028 h, de los cuales la población de Lipsko es 5 501 h y la población rural es 28 527 h.

## Distritos vecinos
El Distrito de Lipsko limita con el Distrito de Zwoleń al norte, el Distrito de Opole Lubelskie al este, el Distrito de Opatów al sur, el Distrito de Ostrowiec al suroeste, el Distrito de Starachowice al oeste y el Distrito de Radom al noroeste.

## División administrativa
El Distrito se subdivide en seis gminas (una urbana-rural y cinco rurales). Estos se enumeran en la siguiente tabla, en orden descendente de población.
| Gmina                 | Tipo         | Área (km²) | Población (2019) | Capital         |
| Gmina Lipsko          | urbana-rural | 135.2      | 11,057           | Lipsko          |
| Gmina Sienno          | rural        | 147.2      | 5,824            | Sienno          |
| Gmina Ciepielów       | rural        | 135.3      | 5,543            | Ciepielów       |
| Gmina Solec nad Wisłą | rural        | 137.4      | 4,895            | Solec nad Wisłą |
| Gmina Rzeczniów       | rural        | 103.7      | 4,376            | Rzeczniów       |
| Gmina Chotcza         | rural        | 88.8       | 2,333            | Chotcza         |

## Demografía
Datos al 31 de diciembre de 2012:
| Descripción | Total  | Total | Mujeres | Mujeres | Hombres | Hombres |
| ----------- | ------ | ----- | ------- | ------- | ------- | ------- |
| Unidad      | Número | %     | Número  | %       | Número  | %       |
| Población   | 35 892 | 100   | 18 100  | 50,43   | 17 792  | 49,57   |
| Urbana      | 5 895  | 16,42 | 3 042   | 8,48    | 2 853   | 7,95    |
| Rural       | 29 997 | 83,58 | 15 058  | 41,95   | 14 939  | 41,62   |